# Rieko Kodama
Rieko Kodama (小玉 理恵子 Kodama Rieko?, mayo de 1963 – 9 de mayo de 2022), también conocida como Phoenix Rie, fue una artista, directora y productora de videojuegos japonesa que trabajó en Sega desde 1984 hasta su fallecimiento. Es conocida principalmente por su trabajo en videojuegos de rol, incluida la serie Phantasy Star, la serie 7th Dragon y Skies of Arcadia (2000). A menudo se la reconoce como una de las primeras mujeres exitosas en la industria de los videojuegos. 
Kodama comenzó su carrera en Sega como diseñadora gráfica en los videojuegos de Master System y Mega Drive, incluidos Altered Beast (1988) y Sonic the Hedgehog (1991). Finalmente ascendió al rango de directora y productora, un papel en el que continuó hasta su fallecimiento. Kodama recibió el premio Pioneer en los Game Developers Choice Awards de 2018 en reconocimiento a sus contribuciones de por vida a los videojuegos.

## Primeros años y educación
Rieko Kodama nació en Yokosuka, Kanagawa, Japón en mayo de 1963. Disfrutaba jugando videojuegos arcade cuando era niña. En la escuela secundaria, Kodama estaba interesada en diseñar materiales publicitarios. Después de ingresar a la universidad, se sintió indecisa entre seguir estudios de arte o arqueología, ya que tenía interés en la egiptología. En su indecisión, reprobó todas sus clases. Recordó su interés original por la publicidad y decidió dedicarse por completo a su pasión por el arte, inscribiéndose en un programa de diseño publicitario en una escuela de oficios. Pronto se interesó por el diseño gráfico y quería seguir haciendo su propio trabajo en lugar de pregonar los trabajos de otros como en el negocio de la publicidad. La industria de los videojuegos le llamó la atención como un campo emergente. Las consolas de videojuegos domésticas aún eran nuevas (la Famicom acababa de lanzarse) y la mayor parte de la industria todavía estaba en el campo de las salas arcades. La industria despertó la curiosidad de Kodama ya que rara vez iba a las salas arcade y sintió que su falta de familiaridad con el medio lo convertiría en una buena manera de desafiarse a sí misma.

## Carrera profesional

### Trabajo temprano
Kodama fue contratada por Sega en 1984 a través de uno de sus compañeros que ya trabajaba allí. Originalmente pensó que iba a trabajar en publicidad y diseño gráfico, pero después de ver el departamento de desarrollo de videojuegos, sintió que también sería divertido. Pronto aprendió a crear gráficos con ayuda de Yoshiki Kawasaki, el artista de sprites detrás de Flicky (1984). Su primer trabajo fue como diseñadora de personajes para el videojuego arcade Champion Boxing (1984). Continuó trabajando en otros videojuegos arcade como Sega Ninja (1984). Debido a que los tiempos de desarrollo eran cortos y Sega tenía poco personal de diseño, Kodama a veces trabajaba en cinco o seis videojuegos a la vez. Hizo arte para Alex Kidd in Miracle World (1986) para Master System, estuvo "profundamente involucrada" con las versiones de arcade y Master System de Quartet (1986),  y creó arte para la versión de Master System de Fantasy Zone II: The Tears of Opa-Opa (1987). Kodama recibía diariamente pequeñas solicitudes para diseñar elementos para otros proyectos, como el dragón de Miracle Warriors: Seal of the Dark Lord (1987) y un enemigo para la versión de SG-1000 del videojuego The Black Onyx (1987). Kodama también se desempeñó como editora de un boletín japonés de Sega, Sega Players Enjoy Club (SPEC).
Kodama se acreditaba a sí misma como "Phoenix Rie", "Phenix Rie" [sic], o alguna variación cercana en muchas de sus primeras obras. Esto se debió a que, en ese momento, Sega no permitía que los desarrolladores colocaran sus nombres reales en sus videojuegos. El seudónimo se basó en el personaje de manga Ikki de Fénix de Saint Seiya.

### Phantasy Star
Con la popularidad de la serie de videojuegos de rol Dragon Quest de Enix en Famicom a mediados de la década de 1980, Sega formó un equipo de varias personas para desarrollar un videojuego de rol competitivo para Master System, titulado Phantasy Star (1987). Kodama se desempeñó como la artista principal del videojuego, diseñando los personajes, los entornos 2D, los fondos de pantalla de batalla, los personajes no jugables y otros detalles. Star Wars fue una de las series de películas favoritas de Kodama y fue una inspiración importante para ella cuando diseñó el arte para Phantasy Star. Disfrutó la forma en que Star Wars tomó elementos de la cultura japonesa y asiática y los infundió con un escenario de ciencia ficción. Siguiendo esta noción, le dio al mundo de ciencia ficción de Phantasy Star una sensación de folclore occidental y le dio a los personajes ropa medieval.
Una de las filosofías de diseño clave para Phantasy Star era hacer las cosas de manera diferente a los videojuegos de rol existentes, particularmente la serie Dragon Quest, que ella creía que era demasiado simple y pura como un mundo de fantasía. Uno de esos desafíos para diferenciar a Phantasy Star fue crear una heroína. La protagonista femenina Alis y otro personaje, Lutz, fueron diseñados por Kodama. Otros personajes, así como los monstruos del videojuego, fueron diseñados por otras personas. En los borradores de la historia original, Lutz fue escrito como intersexual y podría convertirse en hombre o mujer más adelante en la partida. Ella pensó que esto era interesante, así que decidió darle a Lutz una apariencia andrógina en la versión final. En este videojuego y en los videojuegos posteriores de Phantasy Star, Kodama disfrutó creando un elenco de personajes unidos por un propósito común, independientemente del género, la especie o el planeta de origen.
Phantasy Star fue alabado por la crítica y fue un éxito comercial. Fue un título de referencia tanto para la industria como para el género de los videojuegos de rol. En años posteriores, Kodama continuó su trabajo en la serie Phantasy Star. Volvió a dirigir el diseño gráfico de Phantasy Star II (1989) y luego dirigió Phantasy Star IV: The End of the Millennium (1993). Ayudó durante las etapas de planificación de Phantasy Star III: Generations of Doom (1990). También supervisó el desarrollo de dos recopilaciones de Phantasy Star Collection, así como nuevas versiones de Phantasy Star y Phantasy Star II para PlayStation 2.

### Trabajo posterior
Más allá de trabajar en la serie Phantasy Star durante los años de Mega Drive, Kodama creó arte para otros videojuegos de Sega, incluidas las versiones de Mega Drive de Sorcerian (1987), SpellCaster (1988), Altered Beast (1988), Alex Kidd in the Enchanted Castle (1989), Mystic Defender (1989), Shadow Dancer: The Secret of Shinobi (1990), Sonic the Hedgehog (1991) y Sonic the Hedgehog 2 (1992). Después de su éxito en la dirección de Phantasy Star IV, dirigió Magic Knight Rayearth (1995), un videojuego de rol para Sega Saturn basado en la serie de manga del mismo nombre. Estuvo involucrada en todos los aspectos del videojuego, incluidas las ventas y el marketing.
Kodama pronto se convirtió en productora de la división Sega Wow y lideró el desarrollo de Skies of Arcadia, que se lanzó para Dreamcast en 2000. Como su primer videojuego de rol en 3D, Kodama sintió que su libertad de expresión se había expandido. El proyecto comenzó porque su equipo quería crear un videojuego de rol completamente en 3D para Sega Saturn. El proyecto se trasladó a Dreamcast cuando el contenido se volvió demasiado grande para que Saturn lo procesara. Según Kodama, un elemento definitorio durante el desarrollo fue no depender de gráficos avanzados y, en particular, de las películas CGI que eran populares en los videojuegos en ese momento, lo que Kodama sintió que le quitó el control al jugador. Kodama declaró que Skies of Arcadia junto con la serie Phantasy Star fueron sus proyectos favoritos en los que trabajó.
A mediados de la década de 2000, Kodama se desempeñó como productora de videojuegos de entretenimiento educativo para Nintendo DS y PlayStation Portable. Su último trabajo notable fue liderar la producción de la serie 7th Dragon. La serie incluye los videojuegos 7th Dragon para Nintendo DS, 7th Dragon 2020 y 7th Dragon 2020-II para PlayStation Portable, y 7th Dragon III Code: VFD para Nintendo 3DS. En 2018, fue la productora principal de la serie Sega Ages.

### Fallecimiento
Kodama falleció el 9 de mayo de 2022. Su muerte no se hizo pública hasta que se encontró un homenaje en los créditos de la consola Sega Genesis Mini 2 en octubre de 2022. Sega respondió a las consultas sobre su muerte afirmando que sucedió a principios de mayo, pero que no se hizo pública por respeto a su familia.

## Legado
Kodama se ganó el reconocimiento como una de las primeras desarrolladoras de videojuegos. The Next Level la llamó una de las primeras artistas femeninas de videojuegos, y Nintendo Power la apodó la «Primera Dama de los videojuegos de rol». Debido a este reconocimiento, a menudo se le pedía su opinión sobre el papel de las mujeres como desarrolladoras y consumidoras de videojuegos, y la representación de las mujeres en los videojuegos.
Kodama creía que las mujeres gradualmente se están interesando más en los videojuegos. Ella había observado que más niñas están creciendo alrededor de los videojuegos y, por lo tanto, están más dispuestas a comprarlos o ingresar a la industria cuando son mayores. En particular, creía que las chicas que disfrutan de los videojuegos de rol tendrán un mayor deseo de trabajar en la industria. También pensó que es más común que las mujeres japonesas ingresen al campo que otras mujeres porque las jóvenes disfrutan de los juegos allí más que en otros países. En 2010, sintió que había más jugadoras en Japón debido al aumento de videojuegos centrados en la cocina y la moda.
Si bien Kodama no diseñó sus videojuegos estrictamente para una audiencia femenina, evitó incluir elementos que trataran injustamente a las mujeres. Afirmó que muchos videojuegos glorifican la violencia y la guerra que atraen abrumadoramente a los jugadores masculinos, por lo que las empresas deben tener en cuenta e incluir elementos que atraigan a ambos géneros si quieren una base de jugadoras femenina más grande. Con el tiempo, descubrió que hay más mujeres de voluntad fuerte en los videojuegos para audiencias femeninas. Al crear ella misma personajes femeninos, deseaba crear personajes con los que ambos géneros pudieran identificarse. Sin embargo, dado que la mayoría de los jugadores siguen siendo hombres, y la naturaleza de los videojuegos de rol es hacer que el jugador se sienta como si fuera el personaje, ella entendió por qué muchas compañías gravitan hacia los héroes masculinos.
Kodama recibió el premio Pioneer de los Game Developers Choice Awards de 2018 por su larga carrera como artista gráfica, directora y productora en numerosos títulos de Sega. La ceremonia se llevó a cabo en la Game Developers Conference de 2019 en marzo de 2019. Aunque Kodama ya no dibujaba recursos artísticos directamente para sus videojuegos, pintaba y hacía artesanías y accesorios en su tiempo libre. También era fanática de Dungeons & Dragons y del personaje Raistlin Majere de la serie Dragonlance. Jugó los juegos de mesa de D&D y leyó las novelas. Disfrutó de la forma en que los dragones se representan con diferentes personalidades en la fantasía occidental, que es diferente de los dragones en la cultura japonesa. Kodama dijo que su videojuego favorito era Final Fantasy IV (1991).

## Trabajos seleccionados

### Arte
| Año  | Título                               | Plataforma            |
| ---- | ------------------------------------ | --------------------- |
| 1984 | Champion Boxing                      | Arcade                |
| 1985 | Sega Ninja                           | Arcade                |
| 1986 | Alex Kidd in Miracle World           | Master System         |
| 1987 | The Black Onyx                       | SG-1000               |
| 1987 | Quartet                              | Arcade, Master System |
| 1987 | Zillion                              | Master System         |
| 1987 | Fantasy Zone II                      | Master System         |
| 1987 | Miracle Warriors                     | Master System         |
| 1987 | Phantasy Star                        | Master System         |
| 1988 | Hoshi wo Sagashite...                | Master System         |
| 1988 | SpellCaster                          | Master System         |
| 1988 | Altered Beast                        | Sega Genesis          |
| 1989 | Alex Kidd in the Enchanted Castle    | Sega Genesis          |
| 1989 | Phantasy Star II                     | Sega Genesis          |
| 1989 | Mystic Defender                      | Sega Genesis          |
| 1990 | Sorcerian                            | Sega Genesis          |
| 1990 | Shadow Dancer: The Secret of Shinobi | Sega Genesis          |
| 1991 | Sonic the Hedgehog                   | Sega Genesis          |
| 1992 | Sonic the Hedgehog 2                 | Sega Genesis          |

### Directora
| Año  | Título                | Plataforma   |
| ---- | --------------------- | ------------ |
| 1993 | Phantasy Star IV      | Sega Genesis |
| 1995 | Magic Knight Rayearth | Sega Saturn  |

### Productora
| Año  | Título                                                      | Plataforma                        |
| ---- | ----------------------------------------------------------- | --------------------------------- |
| 1998 | Deep Fear                                                   | Sega Saturn                       |
| 2000 | Skies of Arcadia                                            | Dreamcast                         |
| 2002 | Skies of Arcadia Legends                                    | GameCube                          |
| 2005 | Project Altered Beast                                       | PlayStation 2                     |
| 2006 | Mind Quiz                                                   | Nintendo DS, PlayStation Portable |
| 2006 | Nou ni Kaikan Aha Taiken!                                   | PlayStation Portable              |
| 2006 | Nou ni Kaikan Minna de Aha Taiken!                          | PlayStation Portable              |
| 2007 | Saitou Takashi no DS de Yomu Sansyoku Ballpen Meisaku Jyuku | Nintendo DS                       |
| 2009 | 7th Dragon                                                  | Nintendo DS                       |
| 2011 | 7th Dragon 2020                                             | PlayStation Portable              |
| 2013 | 7th Dragon 2020-II                                          | PlayStation Portable              |
| 2015 | 7th Dragon III Code: VFD                                    | Nintendo 3DS                      |
| 2018 | Sega Ages                                                   | Nintendo Switch                   |